# Meursault
Meursault é uma comuna francesa na região administrativa da Borgonha-Franco-Condado, no departamento de Côte-d'Or. Estende-se por uma área de 16,19 km². Em 2010 a comuna tinha 1 464 habitantes (densidade: 90,4 hab./km²).